# Balatonendréd, Somogy
Balatonendréd  este un sat în districtul Siófok, județul Somogy, Ungaria, având o populație de 1.391 de locuitori (2011). 

## Demografie
Componența etnică a satului Balatonendréd
     Maghiari (95,84%)
     Germani (2,04%)
     Necunoscut (1,06%)
     Alții (1,06%)
Componența confesională a satului Balatonendréd
     Reformați (12,22%)
     Fără religie (4,46%)
     Necunoscută (82,67%)
     Luterani (0,65%)
     Alte religii (0,5%)
Conform recensământului din 2011, satul Balatonendréd avea 1.391 de locuitori. Din punct de vedere etnic, majoritatea locuitorilor (95,84%) erau maghiari, cu o minoritate de germani (2,04%). Apartenența etnică nu este cunoscută în cazul a 1,06% din locuitori. Nu există o religie majoritară, locuitorii fiind reformați (12,22%) și persoane fără religie (4,46%). Pentru 82,67% din locuitori nu este cunoscută apartenența confesională.